# Mount Belolikov
Mount Belolikov (russisch Гора Белоликова Gora Belolikowa) ist ein markanter und 1120 m hoher Berg an der Westflanke des Gannutz-Gletschers, rund 13 km westnordwestlich des Mount Bruce in den Bowers Mountains. 
Erste Luftaufnahmen des Gebiets wurden bei der Operation Highjump (1946–1947) vorgenommen. Die geodätische Vermessung erfolgte durch Teilnehmer der Zweiten Sowjetischen Antarktisexpedition (1956–1958). Der Berg ist nach dem Meteorologen Anatoli Michailowitsch Belolikow (1931–1960) benannt, der bei einem Brand auf der Mirny-Station am 3. August 1960 ums Leben kam. Das Advisory Committee on Antarctic Names übertrug die russische Benennung 1964 ins Englische.